# دادگاه عرایض عامه (انگلستان)

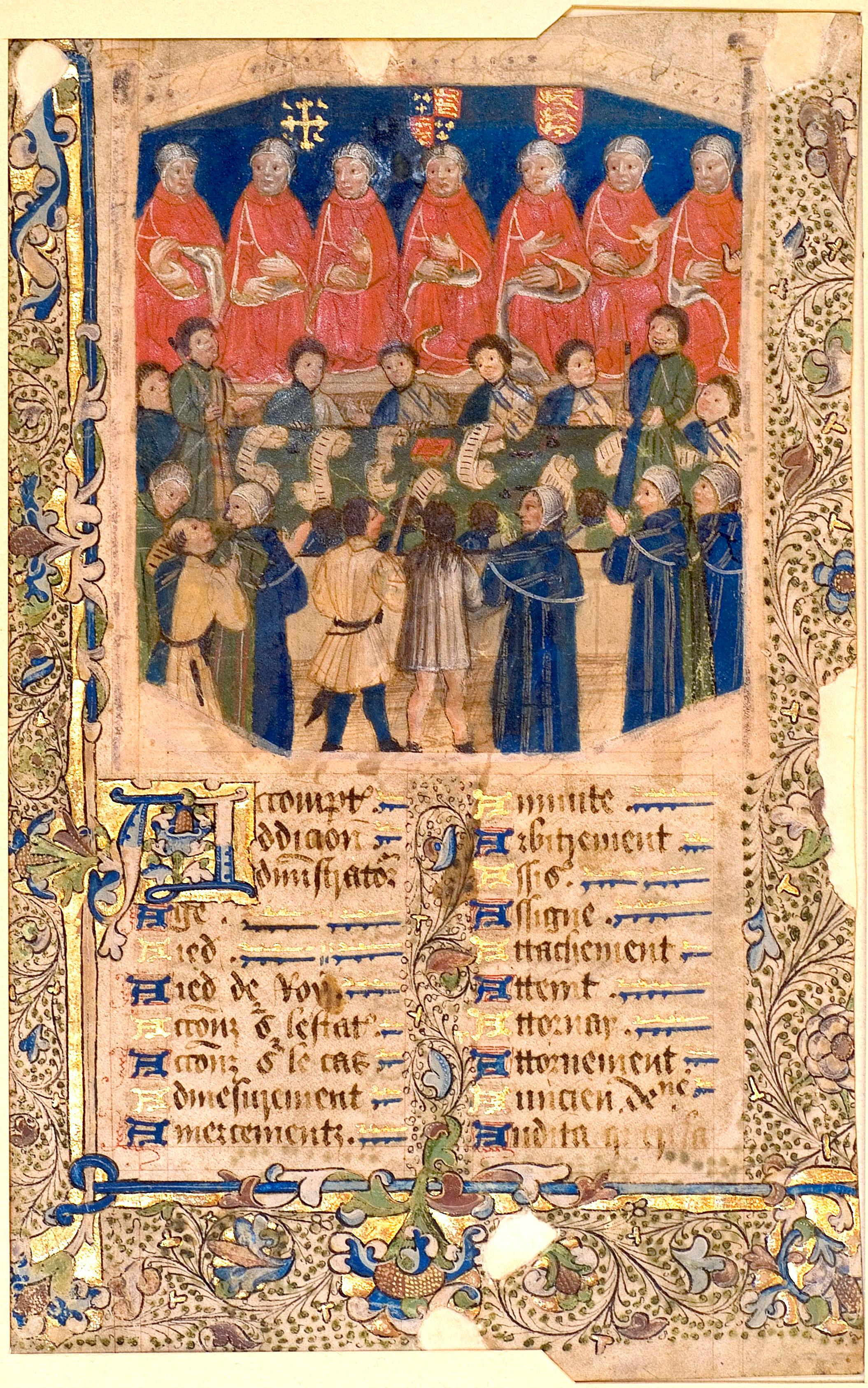
پیش‌نویس سدهٔ پانزدهم که دادگاه عرایض عامه را در حال کار نشان می‌دهد. این تصویر مدعیان و متهمان را نشان می‌دهد که در برابر هفت قاضی ایستاده‌اند و در پایین، منشیان آن‌ها ایستاده‌اند.

دادگاه عرایض عامه یا مسند عامه (به انگلیسی: Court of Common Pleas) یک دادگاه کامن لا در نظام حقوقی انگلستان بود که به «عرایض عامه» رسیدگی می‌کرد؛ یعنی پرونده‌های میان رعیت و رعیت که با فرمانروا ارتباطی نداشتند. عرایض عامه که در اواخر سدهٔ دوازدهم تا اوایل سدهٔ سیزدهم پس از جدایی از دادگاه دارایی ایجاد شد و حدود ۶۰۰ سال یکی از دادگاه‌های مرکزی انگلستان بود. منشور کبیر، مکان دادگاه عرایض عامه را مشخص کرده بود: تالار وست‌مینستر، که این دادگاه برای همیشه آنجا ماند و دادگاه دارایی و دادگاه مسند قضای پادشاهی نیز به آن پیوستند. دادگاه عرایض عامه در ۱۶ دسامبر ۱۸۸۰ برای همیشه بسته شد.